# Rénovation espagnole
Rénovation espagnole (en espagnol Renovación Española ; RE) est un parti politique de droite monarchiste de la Seconde République espagnole.

## Histoire
Le groupe se constitua en janvier 1933 à la suite du départ de Goicoechea et certains de ses partisans d'Acción Popular, après qu'ils reçurent l'approbation du roi déchu Alphonse XIII pour former un nouveau parti. Cependant, RE entretint initialement de bonnes relations avec les carlistes et tenta de collaborer avec eux dans diverses conspirations contre la République. Dès avant la guerre civile, le parti fut lié à la Phalange de José Antonio Primo de Rivera, contribuant au paiement d'une subvention mensuelle de 10 000 pesetas. Il y eut des cas de double militantisme comme celui de Romualdo de Toledo député de la Communion Traditionaliste et membre de la direction espagnole de la Rénovation.
RE se définissait comme un parti monarchiste, défenseur de l'héritage d' Alphonse XIII. En dépit d'une représentation limitée au Parlement, le fait qu'il représentait les intérêts des classes supérieures, notamment l'aristocratie encore vigoureuse de l'époque lui donnait une certaine importance. De plus, il devint sur l'échiquier politique espagnol un héritier du maurisme. Au sein des forces alphonsines coexistaient deux tendances internes : un versant conservateur autoritaire, dirigé par Antonio Goicoechea, et un autre qui s'inclinait davantage vers les mouvements totalitaires d'extrême droite européens du moment, dirigé par José Calvo Sotelo depuis 1934,

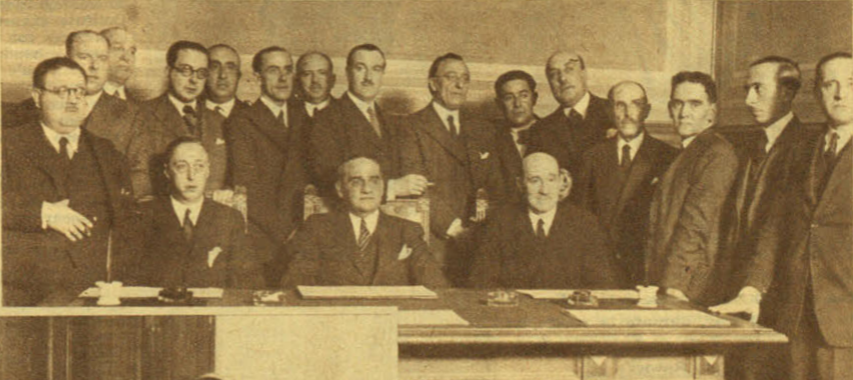
Constitution du bureau électoral appelé Traditionalistes et Rénovation espagnole (TYRE). Au centre se trouve Antonio Goicoechea, flanqué du comte de Rodezno et de Víctor Pradera. Derrière, entre autres, le Comte de Vallellano et Ramiro de Maeztu. À gauche de la photographie, Pedro Sainz Rodríguez.

Le parti était initialement dirigé par Antonio Goicoechea, jusqu'à ce qu'en 1934 le politicien de droite José Calvo Sotelo revienne d'exil et l'intègre Renovación Española. La formation dériva, au fil du temps, vers un néo-traditionalisme contre-révolutionnaire influencé par l'Action française, qui cherchait à influencer culturellement la société pour faciliter un coup d'État depuis le gouvernement ou l'armée. Calvo Sotelo, homme politique plus charismatique que Goicoechea, qui avait déjà obtenu un mandat de député aux élections de novembre 1933, avec son verbe facile et ses invectives incisives contre le gouvernement républicain aux Cortes, devint le leader naturel de la droite espagnole. Il proposa la création d'un « Bloc National », dans l'intention d'unir la droite derrière ses idées, mais il n'obtint que le soutien des albiñanistes du Parti nationaliste espagnol (es) et des carlistes, avec lesquels il avait déjà établi un coalition électorale en mars 1933 appelée Traditionalistes et Rénovation espagnole (es) (TYRE). Le secteur le plus radical du parti, dirigé par Calvo Sotelo et étroitement lié à la revue Acción Española, espérait l'abdication d'Alphonse en faveur de son fils Juan afin de favoriser l'union des forces monarchiques autour d'un programme néo-traditionaliste. RE était étroitement lié à l'organisation Union militaire espagnole (UME), qui joua un rôle important dans les préparatifs du soulèvement qui allait conduire à la guerre civile.

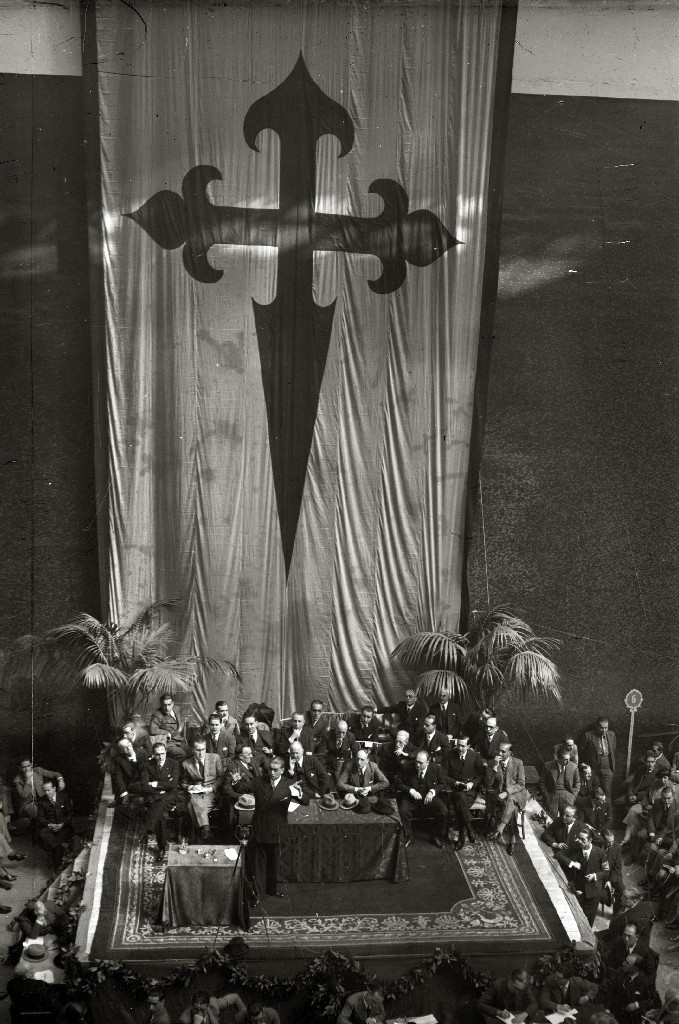
Rassemblement de José Calvo Sotelo au fronton Urumea de Saint-Sébastien en 1935.

En vue des élections générales de février 1936, certaines forces de droite s'organisèrent sous la coalition du Front National Contre-Révolutionnaire sans toutefois parvenir à s'imposer pas dans tout le pays, à la différence de ce qui avait été réussi en 1933 et faisait partie des exigences de RE. Pour cette raison, RE se présenta dans plusieurs circonscriptions en solitaire ou avec les traditionalistes sous le nom de « Bloc National  ».
Après l'assassinat de Calvo Sotelo, Goicoechea redevint le leader de RE.
Comme les autres partis politiques de la zone nationaliste, RE disparut après la promulgation du décret d'unification et la formation du parti unique  FET y de las JONS.

## Personnalités
Parmi ses députés aux Cortes, outre José Calvo Sotelo, Ramiro de Maeztu et Antonio Goicoechea, se trouvaient le comte de Vallellano, Honorio Maura Gamazo, Francisco Roa de la Vega, Pedro Sainz Rodríguez et Andrés Rebuelta Melgarejo . Manuel de Semprún y Alzurena fut vice-président du parti et Luis María de Zunzunegui y Moreno son secrétaire général.

## Résultats électoraux
| Élections | Tête de liste      | %    | sièges   | +/– | Notes                                                 |
| --------- | ------------------ | ---- | -------- | --- | ----------------------------------------------------- |
| 1933      | José Calvo Sotelo  | 3,0% | 14 / 473 | -   | Au sein de la coalition « Union des droites ».        |
| 1936      | Antonio Goicoechea | 2,5% | 12 / 473 | 2   | Au sein du « Front national contre-révolutionnaire ». |